# Loadlin
Loadlin ist ein freies Betriebssystem-Startprogramm (Bootloader) mit dessen Hilfe von Windows-9x- oder PC-kompatiblen DOS-Systemen ein Linux-Kernel gestartet werden kann.

## Technische Details
Loadlin kann aus einem auf einem PC laufenden DOS- oder Windows-9x-System heraus verwendet werden, um ein Linux zu starten. Dies war vor allem früher nötig, da Inkompatibilitäten zwischen Festplatten und dem BIOS eines Systems es nicht erlaubten, einen Bootloader in den Startsektor einer Festplatte zu schreiben oder auf diesen zuzugreifen. Gelegentlich wurde für gewisse Soundkarten eine MS-DOS-basierte, zusätzliche Anwendung benötigt, um sie vor der Verwendung unter Linux in den Sound-Blaster-kompatiblen Modus umzuschalten.
Heutzutage ist dieser Bootloader seltener anzutreffen, da er ein DOS-basiertes System (wie die Windows-9x-Linie) voraussetzt.
Technisch ist Loadlin ein DOS-Programm, welches den Kernel von Linux und eine RAM-Disk erstellen kann. Diese müssen dazu als Image-Datei unter DOS oder Windows verfügbar sein und werden nach dem Start vom Linux-System nicht mehr benötigt.
Loadlin wird als Freie Software unter der GNU General Public License (GPL, ≥2) lizenziert.